# Lukașivka, Nosivka
Lukașivka (în ucraineană Лукашівка) este un sat în orașul raional Nosivka din regiunea Cernihiv, Ucraina.

## Demografie
Componența lingvistică a localității Lukașivka
     Ucraineană (98,89%)
     Rusă (1,11%)
Conform recensământului din 2001, majoritatea populației localității Lukașivka era vorbitoare de ucraineană (98,89%), existând în minoritate și vorbitori de rusă (1,11%).